# Dulce María
Dulce María Espinosa Saviñón (Ciutat de Mèxic, 6 de desembre de 1985), és una cantant, actriu i compositora mexicana. Va començar la seva carrera el 1990, quan, als cinc anys, es va unir a comercials de televisió i, tres anys després, es va incorporar a l'elenc de la sèrie de televisió infantil Plaza Sésamo, donant-se a conèixer internacionalment recentment en 2004, quan va actuar com la protagonista Roberta Marró en la telenovel·la Rebelde, i en paral·lel va formar part del grup musical mexicà RBD. Abans, en el 2000, havia començat a formar part del grup de dones Jeans, però ho va deixar dos anys després per actuar en la telenovel·la Clase 46.
A l'agost de 2008, RBD va anunciar la seva separació, per la qual cosa els membres que la componien, van començar a seguir en carreres artístiques individuals. Amb la desintegració del grup musical, l'artista va continuar la seva carrera en solitari i, a l'any següent, va protagonitzar la trama telenovelera Verano de amor, l'actuació del qual li va atorgar el premi a la millor actriu juvenil, realitzat per la revista People en Español. En 2010, va participar en la tercera temporada de la seriï Mujeres Asesinas i va protagonitzar la producció cinematogràfica ¿Alguien ha vissto a Lupita?. En 2013 va participar en la telenovel·la Mentir para vivir i en 2016 antagonizó la telenovel·la Corazón que Miente.
En la seva carrera com a solista va llançar el seu àlbum debut, Extranjera (2011), el qual va debutar en el número u en la llista d'àlbums mexicans, seguit de Sin Fronteras (2014) i DM (2017). Ha estat nominada i guanyadora de diversos premis internacionals com a MTV Europe Music Awards, Premios Juventud i Nickelodeon Kids 'Choice Awards. Va ser triada entre la revista The 50 Most Beautiful People per People in Español en els anys 2007, 2010, 2011i 2016. En 2017 va ser la tercera celebritat més esmentada a Mèxic a través de Twitter, sent l'única dona entre les deu primeres.

## Primers anys
Dulce María va néixer en la Ciutat de Mèxic, filla de Fernando Espinosa i Blanca Saviñón, professora. La seva bestia va ser la pintora artista Frida Kahlo. Dulce és la menor de tres germanes: Blanca Ireri, que va estudiar filosofia, i Claudia.
Durant la seva infantesa va començar a interessar-se per l'actuació i la seva mare va començar a portar-la a cástines per a comercials i novel·les. Durant la seva adolescència va haver de prendre classes amb tutors personals per poder acabar amb els seus estudis.

## Carrera artística
Dulce María va iniciar la seva carrera artística a l'edat de cinc anys fent comercials de televisió. El primer va ser un de xocolates el 1990, a l'edat de cinc anys. Dulce es va integrar a l'emissió infantil Plaza Sésamo i després en El Club de Gaby, que conduïa l'actriu Gabriela Rivero. Va ser en aquesta mateixa època quan va realitzar algunes càpsules per al canal de cable Discovery Kids. Més tard va interpretar papers en produccions com a Retrato de familia i El vuelo del águila al costat de Patricia Reyes Spíndola, on va interpretar a Delfina, un dels personatges importants en el drama, i també va treballar en la seva primera pel·lícula, Quimera.

### 1996-2003: K.I.D.S, Jeans iClasse 406
Dulce María va tenir la seva primera oportunitat dins de la música en el grup Infantil Kaleidoscopio Interactiu De Somnis, millor conegut per la seva abreviatura, KIDS,aconseguint èxits amb els temes La millor dels teus somriures, Salsitxes amb puré i Pren el switch. El grup infantil va tenir lloc en la primera emissió de Teletón México el 1997, interpretant el tema La millor dels teus somriures, al costat d'artistes com OV7. Dulce va romandre en KIDS fins a principis de 1999, i intenta tornar a la música al costat del seu company del grup Daniel Habif, en un projecte anomenat D&D on van gravar cinc temes, que no es van arribar a conèixer. El 1999 treballa de nou en cinema, en la pel·lícula Inesperat Amor.
A principis de 2000 Dulce es va integrar al grup femení Jeans. Havia manifestat amb anterioritat que li agradava la idea de ser integrant del grup. D'altra banda, a la fi de l'any 2000, en un comunicat de premsa, el grup va anunciar que es deslligava de EMI Capitol Records i obstaculitza a la companyia BMG Ariola (avui Sony BMG Music Entertainment). Aquest canvi ho van fer per reprendre el seu estil inicial, aquest mateix any també protagonitza la cinta benvinguda al clan del director Mexicà Carlos Franco, basada en la història de Gloria Trevi i Sergio Andrade.
Amb Dulce María ja en el grup es va començar a realitzar el disc a principis de 2001 a Espanya, sota la producció de José Ramón Flores, el quart Àlbum titulat Quart per les quatre, nom que va sorgir d'un joc de paraules que elles empleaban en demanar una mateixa habitació d'hotel per a totes, en el seu viatge per França i Itàlia, que van visitar per gravar aquest àlbum.
L'àlbum es va presentar el 24 de maig amb el tema “Entre blau i bona nit”. Els altres senzills d'aquest àlbum van ser “Blau” i “Cor confident”. Aquest àlbum va obtenir un moderat èxit nacional i internacional.
A mitjan 2002, per primera vegada Televisa convida a Jenas a gravar una cançó per a l'entrada d'una novel·la de cort Juvenil. Inseparables és una cançó escrita per Alex Sirvent i va ser gravada per Jeans en 2002 per ser el tema de la telenovel·la que portaria el mateix nom, no obstant això i per coincidir amb el mundial de futbol Corea-Japó 2002. Inseparables va ser represa per a la telenovel·la Corazones al límite on Alex Sirvent fent ús del seu personatge la interpreta en el capítol final.
L'estada de Dulce María en el grup va durar al voltant de divuit mesos, ja que a mitjan 2002, va començar els enregistraments de la telenovel·la de Televisa Clase 406, on va interpretar a Marcela Mejía, una jove que s'enamora d'un professor, Chacho, interpretat per Arap Bethke.

### 2004-2008: RBD
En 2004, el productor, Pedro Damián, la va integrar en l'elenc de la telenovel·la Rebelde, on va interpretar a Roberta Pardo. A l'una d'aquesta telenovel·la, es va integrar al grup RBD format dins de la telenovel·la. Al novembre de 2004, llancen el seu àlbum debut titulat Rebelde que va anar un èxit gran, quan el grup va llançar el seu segon àlbum El nostre amor, va sorprendre trencant rècords en aconseguir Disc de Platí en només set hores, i sent nominat als Grammy Latins com a «Millor Àlbum Vocal Pop Duo o Grup». També van obtenir Disc de Diamant pels seus més de mig milió d'exemplars venuts; més tard el disc va ser certificat Diamant + Oro per les seves altes i continuades vendes.

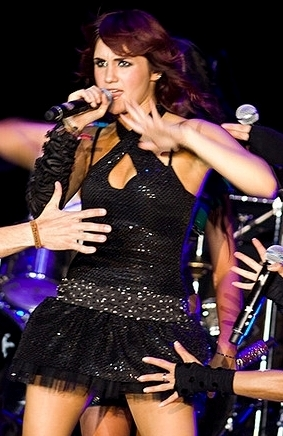
Dulce María en 2008.

La gira del grup per la República Mexicana Tour Generación RBD va vendre totes les entrades del seu tour en temps rècord, incloent una sèrie de sis concerts en el Palau dels Esports de Mèxic D.F., amb capacitat per 15,500 persones. Els primers concerts que van realitzar a nivell internacional, va anar a Colòmbia, visitant ciutats com Cali, Medellín i Bogotà respectivament. El fervor dels fanes es va estendre a Sud-amèrica, la qual cosa va portar al grup a tornar a gravar tots dos discos en portuguès per als seguidors brasilers, al novembre de 2005 van llançar Rebel (Edição Brasil), i al maig de 2006 llancen Nosso Amor. Fins i tot en aquest idioma, cadascun dels àlbums va encapçalar les llistes i va obtenir vendes multi-platí.
A l'abril de 2006 treuen a la venda el seu segon CD/DVD en viu titulat Live in Hollywood. A l'octubre de 2006, RBD va tornar a Rio de Janeiro per ser el primer artista de parla hispana a donar un concert com a artista principal en la història de l'Estadi Maracaná, el més gran del món, davant 120 000 fanes, on van filmar el DVD Livee In Rio, llançat al febrer de 2007. Al mateix temps superaven els dos milions discos venuts als Estats Units. A més en 2006 la novel·la Rebel va aterrar a Espanya causant un autèntic furor, el seu disc Rebelde va ser certificat 2x Platí per les seves més de 160 000 còpies venudes arribant a superar les 200 000. El resultat de les reeixides presentacions a Espanya va ser un concert únic en l'estadi "Vicente Calderón" de Madrid davant més de 40 000 persones com a part de la gira Celestial World Tour, en el qual es va gravar el seu quart CD/DVD, Fet a Espanya.
Al maig de 2007, la companyia Mattel llança a la venda una edició especial de Barbie dels personatges femenins centrals de la telenovel·la Rebelde. Dulce María va conèixer una rèplica de la seva Barbie. La nina va ser posada a la venda a Mèxic, Estats Units i Amèrica Llatina. El 28 de maig de 2007, el grup és convidat per l'empresari Donald Trump per presentar-se en el major certamen de bellesa, Miss Univers. L'esdeveniment es va realitzar a l'Auditori Nacional de la Ciutat de Mèxic, Mèxic, on el grup va realitzar un medley amb les cançons "Wanna Play", "Afecte Mio" i "Money, Money" del seu quart àlbum Rebels.
RBD va fer el seu debut en anglès amb Rebels a dues setmanes d'haver llançat Celestial, augmentant la seva fama amb el seu èxit bilingüe «El teu Amor». Al novembre de 2007, RBD va publicar Començar des de zero i llança el seu primer senzill, «Inassolible». El CD obté gran èxit internacionalment; convertint-se en disc d'or a Mèxic i Brasil a una setmana d'estar a la venda, a Espanya el CD s'esgota el mateix dia que sali a la venda i és certificat disc d'or en el seu primer mes, i rep una nominació en els Grammy Latins com a «Millor Àlbum Vocal Pop Duo o Grup». Al febrer de 2008 donen començament al seu gira internacional Començar Des de Zero Tour. El 24 de març de 2009, llancen el DVD Live In Brasília, filmat durant aquesta gira davant més de 900 000 persones.
Després de 4 anys d'èxits, el grup va anunciar la seva separació en 2008 i un tour mundial de comiat anomenat Gira del Adiós, realitzant presentacions en tota Amèrica i Europa. Al març de 2009, com a comiat llancen el seu últim disc titulat Per oblidar-te de mi. Al novembre de 2009 llancen l'últim DVD, Tournée do Adeus filmat durant la seva última gira.

### 2009-2010:Estiu d'amori inicis com a solista

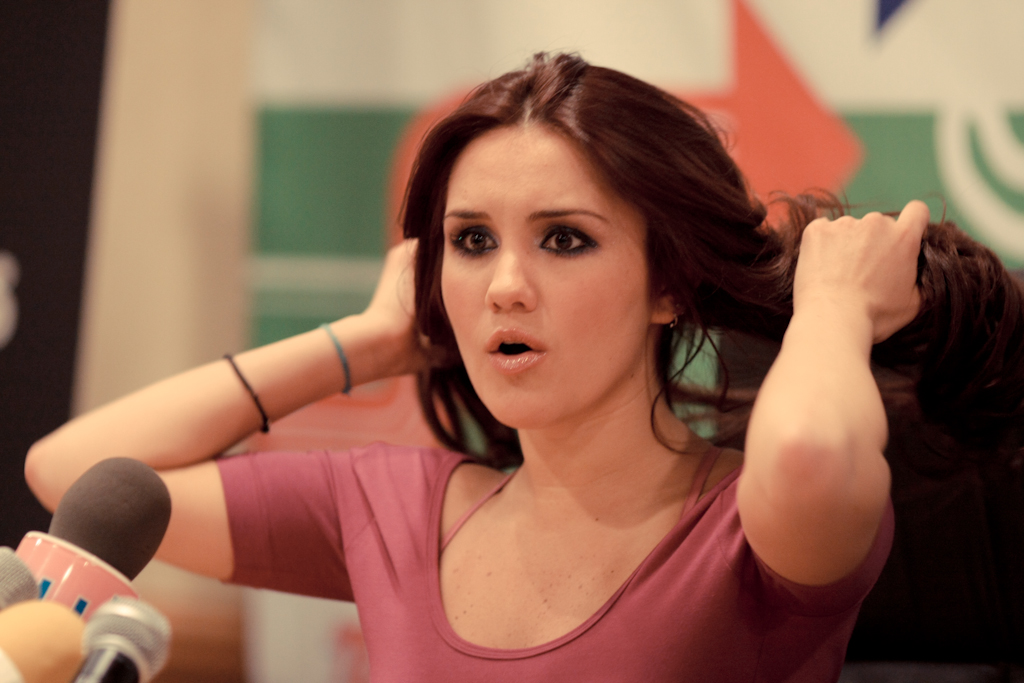
Dulce María en 2010.

En 2009 va protagonitzar la telenovel·la juvenil Verano de amor al costat de Gonzalo García Vivanco i Ari Borovoy, produïda també per Pedro Damián. La telenovel·la es va estrenar el 9 de febrer de 2009, estiu d'Amor incorpora missatges en la novel·la per promoure la responsabilitat ambiental, una extensió de Televisa Verda iniciativa centrada en el medi ambient. Durant el mes de juny, surt la nova entrada musical de la telenovel·la, la cançó Verano i Deixa'm Ser, és co- escrita juntament amb Carlos Lara, i interpretada per ella. En el 2010 signatura contracto amb la disquera, Universal Music.
Dulce va llançar el seu primer senzill com a solista el 17 de maig de 2010, anomenat «Inevitable». El video musical va ser llançat el 24 de maig i va ser dirigit pel director argentí Francisco D'Amorim Lima. Amb el seu senzill «Inevitable», va realitzar també una versió remix al costat del dj Español Juan Magán. En 2011 rep disc d'or i Platí a Brasil convertint-se en la primera Mexicana a rebre disc de platí en aquest país, pel seu material discogràfic titulat Extranjera. El seu àlbum Estrangera es va estrenar el 9 de novembre de 2010. L'àlbum va ser dividit en dues parts: Part Estrangera Primera, amb set cançons, incloent Inevitable, publicat el 9 de novembre de 2010 i Estrangera Segona Part amb altres set temes més, a més d'un DVD amb extres. El 9 de novembre de 2010, va presentar el seu àlbum amb un showcase en el Lunario, i va anunciar el seu segon senzill «Ja no», que va ser presentat en la segona part de l'àlbum programat per ser llançat en l'estiu de 2011. La cançó és una versió de la morta cantant Selena de l'àlbum Amor prohibit.
La cançó va començar a ser escoltada en les ràdios el 16 de novembre de 2010, el 14 de gener un clip preliminar va ser llançat per a nou senzill «Ja no», mostrant-ho en tres angles diferents. El vídeo musical va ser estrenat el 10 de febrer al seu canal oficial en YouTube, abans del previst a causa que es va filtrar, el 15 d'abril va ser el seu primer concert com a solista en Bulldog Cafè a la ciutat de Pobla, també va anunciar al seu canal, que Estrangera Segona Part seria llançat el 14 de juny de 2011.
El tercer senzill de l'àlbum, va ser una balada, trucada «Ingenua», present en les dues parts, El dijous 3 de març la mateixa Dulce María va donar a conèixer durant el concert Sent que Ingènua seria el tercer senzill d'Estrangera. El 4 d'abril la cançó es va escoltar per primera vegada en la ràdio d'Espanya EuroClub. El 2 de maig va ser llançada a totes les ràdios de Mèxic on ja es pot demanar en totes les estacions. El vídeo musical d'Ingenua va ser gravat el 6 de juny a Buenos Aires - Argentina, i va ser dirigit pels directors Eric i Mariano Dawidson, al centre històric de la Catedral del Tango. El videoclip es planejava estrenar l'11 de juliol, però per motius d'edició del vídeo, es va llançar una setmana més tard, l'estrena va ser el 18 de juliol pel seu canal oficial. El vídeo va ser estrenat el 6 de setembre en el compte oficial de VEVO de la cantant. Després el video va ser esborrat del compte de VEVO (es desconeix les raons). Després l'11 de novembre del 2013 el vídeo novament va tornar a ser llançat en el seu compte oficial de VEVO.
També va realitzar un dueto al costat del cantant estatunidenc Akon en el tema «Beautiful». On la van cantar junts en el concert de Radi 2009, (l'esdeveniment 40), i va rebre deu nominacions en els Premis Joventut. Aquest mateix any també va prestar la seva veu a la doctora Molly Cocatú, un dels personatges centrals, de la pel·lícula animada El agente 00P2 al costat de Jaime Camil.
En 2010 va protagonitzar un episodi de la tercera temporada de la seriï Mujeres Asesinas, en el capítol Eliana, cunyada, amb Sebastian Zurita i Fernanda Casstillo del productor Pedro Torres.

### 2011-2015:Sense fronteres
El 23 de juliol de 2011 es va estrenar en el Festival Internacional de Cinema Llatí (a Los Angeles) la cinta ¿Alguien ha visto a Lupita?, una pel·lícula que va protagonitzar al costat de l'actor xilè Cristián de la Font del director Gonzalo Justiniano.
En el 2012 va realitzar un dueto en viu amb el cantant estatunidenc Joe Jonas amb el tema «See No More» per (MTV World Stage). Aquest mateix any, és convidada per MTV Latinoamèrica per realitzar el tema principal de la seva nova producció Último año. El 7 d'agost es va estrenar «És un drama» el vídeo clip oficial de la sèrie. A la fi del 2012 i principis del 2013, dona la notícia que estava preparant el seu segon àlbum. Va llançar el seu primer senzill anomenat «Llàgrimes» a duo juntament amb Julion Álvarez, el videoclip va ser estrenat el 5 de novembre del 2013. En aquest mateix any, va fer una participació especial en el melodrama Mentir para vivir com Joaquina Barragán. A la fi del 2013, va fer una enquesta en Facebook on es triaria el nom del seu segon àlbum, el títol amb més m'agrada seria el nom de l'àlbum, finalment es titularia Sense fronteres.
L'1 de gener del 2014, va llançar una prèvia del videoclip del que seria el seu segon senzill, el 7 de gener finalment es va llançar «Abans que veure el sol» una versió de la cançó original del cantant argentí Coti. Així mateix, va llançar la versió en portuguès de la cançó en duo al costat de la cantant brasilera Manu Gavassi senzill es va estrenar el 10 de febrer pel seu canal de Vevo. Aquest mateix any, va anunciar que l'estrena mundial de Sin fronteras seria el 8 d'abril. Va comptar amb 11 temes en la seva versió #estàndard, però en descàrrega digital comptava amb dues bonus track que era la versió en portuguès de «Abans que veure el sol» i un tema inèdit anomenat «En contra». El tercer senzill de l'àlbum és la cançó «O lo haces tú o lo hago yo», prèviament la va donar a conèixer el 19 de maig durant la presentació del disc en Lunario de l'Auditori Nacional. El videoclip del senzill va ser gravat el 21 de juliol d'aquest any en Cuernavaca.
A la fi del 2014, va llançar la reedició del seu llibre Dulce amargo, però aquesta vegada sota el nom de Dulce amargo - Recuerdos de una adolescente. Addicionalment, va participar en una obra teatral, que era l'adaptació del clàssic de Broadway Rock Of Ages (L'era del Rock), on va interpretar a Sherrie. Va participar com a entrenadora al programa de televisió Va per tu, on va abandonar la competència un ronda abans del final.
En 2015, va realitzar el seu gira Sense Fronteres World Tour. Després d'anys va tornar a la televisió en el melodrama Coraón que miente i per primera vegada amb un antagònic (convertint-se en la vilana principal), el qual es va dir Renata Ferrer.

### 2016-present:DMiOrigen
Va compondre un tema també per a la novel·la anomenada Deixar-te d'estimar en 2016. El senzill va servir per a la música de la trama i de la sortida diverses vegades en els crèdits de la novel·la. Aquest senzill no va tenir videoclip, però si va ser llançat un vídeo líric. En 2017, llança DM el seu tercer disc amb els senzills «No sigues plorar», «Tornem», «Rompecorazones», «Deixar-te d'estimar», i «Tal vegada a Roma».
En 2020, durant el confinament llança «Más tuya que mía» una composició seva donada a conèixer juntament amb l'agrupació RBD i que seria el primer senzill de la seva quarta producció com a solista Origen. Unes setmanes més endavant llança el segon senzill «Et donaria tot» una belada pop. Aquest any, va participar en el disc 2020 abril amb el tema «Em vaig anar», al costat d'altres cantautors iberoamericans com Edgar Oceransky, Diego Ojeda, Paco Álvarez, Miguel Inzunza, Carlos Carreira, Torreblanca i Ale Aguirre amb l'objectiu de recaptar fons per a la població més vulnerable de Mèxic a causa del Covid-19. El 19 d'agost, va ser confirmada com a protagonista de la pel·lícula de comèdia mexicana Com a anell al dit. Al novembre de 2020 va llançar la cançó «El que veus no és el que sóc», com a bestreta de la seva quarta producció.

## Altres activitats

### Composició
Dulce, a més de cantar compon diverses de les seves cançons. Va començar a escriure a l'edat d'11 anys quan va compondre la seva primera cançó, però només va tenir l'oportunitat de gravar cançons professionalment quan va entrar al grup RBD. La seva primera cançó pública i professional va ser "Vull Poder”, interpretada per ella mateixa amb la participació de Christopher Uckermann en 2007, que més tard formaria part de la banda sonora de RBD: La Família.
Per a l'àlbum: Començar des de zero, Dulce va compondre el tema, et donaria tot, el qual més tard va interpretar en la seva primera gira com a solista, Estrangera On Tour, juntament amb la seva germana Blanca. En el seu últim àlbum Para olvidarte de mi amb el grup RBD, va escriure els temes: "Llàgrimes perdudes" interpretada per ella i "Més teva que meva", interpretat al costat de les seves companyes del grup. Dolç també es va encarregar de compondre els tema "Deixa'm ser" i "Vull la meva vida" per a la telenovel·la Verano de amor, on va actuar com a protagonista.
En 2010, Dulce María al costat de Carlos Lara va compondre el tema: ‘’Donde sale el sol’’, el qual va gravar l'artista mexicana Paulina Goto. Ja com a solista, va llançar dos discos: Extranjera Primera i segona part en 2011, on va compondre el seu primer senzill: Inevitable, Lluna i cançons com Diuen, Qui serà? i 24/7.

### Dulce amargo
En 2008, Dulce presenta de manera oficial el seu llibre on plasma que ha experimentat infinitat de situacions, algunes tristes i altres alegres, que inclouen moments d'amor, desil·lusió o solitud. Des de nena va començar a escriure-les a manera de teràpia, per esplaiar els seus conflictes existencials de sentiments que va tenir durant el seu creixement i va voler compartir-ho amb el públic més jove, comento davant la premsa en companyia d'amics i familiars:
 "Hoy es un día muy importante porque es un sueño. En este material plasmo un pedazo de mi corazón, vida y sentimientos que son honestos, sin ningún filtro".
Dulce María

### Activitats humanitàries
Després de l'accident a Brasil al febrer de 2006, Dulce al costat dels seus companys de grup RBD, va llançar la "Fundació Salva'm" per ajudar els nens. Va començar les seves operacions l'1 de maig de 2006, amb l'objectiu d'ajudar els nens del carrer, i entre les primeres activitats programades va ser un concert gratuït a Brasil, en el Copacabana de Rio de Janeiro. La fundació va ajudar a països com Mèxic, Brasil i Espanya. A l'abril de 2008, graven el tema «Tria estar ben» al costat del grup Kudai per a la campanya "Estar ben" que busca salvar als joves de malalties com l'obesitat, anorèxia i bulímia,
En la part de suport social va crear en 2009 la fundació Dulce Amanecer per recolzar a les comunitats de dones indígenes i els seus fills, així com la protecció del medi ambient., on va rebre el premi Pro Social que atorga els KIds Choice Awards México, sota l'estratègia Big Green Help, establerta per Nickelodeon. El reconeixement és atorgat a persones que han sobresortit per les seves accions i impacte en el medi ambient o societat.
Igualment al setembre del 2009 va ser triada per Google, Save the Children i Chicos.net com a representant de la campanya Tecnologia Sí, tendiente a promoure l'ús adequat de la tecnologia i de la Internet entre la infantesa i la joventut.

### Modelaje
- Perfums Airval[48]
- L'Oréal Garnier[49]
- Cklass[50]
- Pepsi Cua[51]
- Giraffas[52]
- Vick Vaporub[53]

## Vida personal
Es va casar al novembre de 2019 en el llac de Tequesquitengo, Morelos, amb l'escriptor, músic i productor mexicà Paco Álvarez, amb qui se li havia relacionat des de 2016, encara que no va ser fins a principis del 2017 quan van formalitzar la seva relació. El juny de 2020 va anunciar que està esperant la seva primera filla. Al desembre d'aquest any va anunciar el naixement de la seva filla María Paula.

## Discografia

### Solista
Àlbums d'estudi
- 2010: Extranjera
- 2014: Sin frontera
- 2017: DM

### En grups
Kids
- 1999: Kaleidoscopio interactiu de somnis

Jeans
- 2001: Cambra per les quatre

Classe 406
RBD

## Filmografia

### Telenovel·les
| Any       | Telenovel·la             | Personatge                                        |
| --------- | ------------------------ | ------------------------------------------------- |
| 1994-1995 | El vol de l'àguila       | Delfina Ortega (nena)                             |
| 1995      | Alosa                    | Nena a l'església                                 |
| 1995-1996 | Retrat de família        | Elvira Preuat Mariscal (nena)                     |
| 1997-1998 | Huracà                   | Rocío Medina (nena)                               |
| 1999      | Mai t'oblidaré           | Silvia Requena (nena)                             |
| 1999-2000 | DKDA Somnis de joventut  | Mary Cejitas                                      |
| 2000      | Bogeria d'amor           | Ximena                                            |
| 2000-2001 | Primer amor a mil x hora | Britanny                                          |
| 2001-2002 | El joc de la vida        | Sami                                              |
| 2002-2003 | Classe 406               | Marcela Mejía                                     |
| 2004—2006 | Rebel                    | Roberta Alejandra Maria Marró Rei                 |
| 2007-2008 | Lola, érase una vegada   | Ella mateixa                                      |
| 2009      | Estiu d'amor             | Miranda Perea Olmos                               |
| 2012      | Rebel Rio                | Ella mateixa (cameo)                              |
| 2012      | Miss XV                  | Ella mateixa                                      |
| 2013      | Mentir per viure         | Joaquina "Jackie" Barragán Toscà                  |
| 2016      | Cor que esmenti          | Renata Ferrer Jáuregui / Mireya Berlanga de Orive |
| 2017-2018 | Molt pares               | Pamela Díaz                                       |

### Sèries de televisió
| Any       | Programa/Sèrie              | Personatge              |
| --------- | --------------------------- | ----------------------- |
| 1993      | El club de Gaby             | Nena                    |
| 1993      | Plaza Sèsam                 | Nena                    |
| 1998-2002 | Dona, casos de la vida real | Diversos personatges    |
| 2005      | L'energia de Sonric'slandia | Ella mateixa            |
| 2007      | RBD: La família             | Dul                     |
| 2010      | Dones assassines            | Eliana Rodríguez        |
| 2012      | Miss XV                     | Ella mateixa            |
| 2014      | Va per tu                   | Ella mateixa (capitana) |
| 2016–2017 | El millor amic de l'home    | Narradora               |
| 2020      | Falsa identitat             | Victoria Llepis         |

### Cinema
| Any  | Pel·lícula             | Personatge              |
| ---- | ---------------------- | ----------------------- |
| 1994 | Quimera                | Lucía                   |
| 1999 | Inesperat amor         | Lorena                  |
| 2000 | Bienvenida al clan     | Aleshaí                 |
| 2009 | L'agent 00-P2          | Molly Cocatú (Doblatge) |
| 2011 | Algú ha vist a Lupita? | Lupita                  |
| 2014 | Vull ser fidel         | Carla                   |
| 2020 | Mes Alla De l'Herència | Gaby                    |
| 2020 | Com a Anell al Dit     |                         |

## Premis i reconeixements
| Año  | Premiación                    | Categoría                                | Trabajo                       | Resultado |
| ---- | ----------------------------- | ---------------------------------------- | ----------------------------- | --------- |
| 2005 | Premios Juventud              | Chica que me quita el sueño              | Dulce María                   | Nominada  |
| 2005 | Premios Juventud              | Tórridos Romances                        | Dulce María & Alfonso Herrera | Ganadora  |
| 2006 | Premios Juventud              | Quiero vestir como ella                  | Dulce María                   | Ganadora  |
| 2006 | Premios Juventud              | Chica que me quita el sueño              | Dulce María                   | Nominada  |
| 2006 | Premios TVyNovelas            | Mejor actuación juvenil estelar femenina | Rebelde                       | Ganadora  |
| 2007 | Premios Juventud              | Que rico se mueve                        | Dulce María                   | Ganadora  |
| 2007 | Premios Juventud              | Chica que me quita el sueño              | Dulce María                   | Nominada  |
| 2007 | Premios Juventud              | Quiero vestir como ella                  | Dulce María                   | Nominada  |
| 2007 | Premios Juventud              | Mi ídolo es                              | Dulce María                   | Nominada  |
| 2008 | Premios Juventud              | Chica que me quita el sueño              | Dulce María                   | Nominada  |
| 2008 | Premios Juventud              | Que rico se mueve                        | Dulce María                   | Nominada  |
| 2008 | Premios Juventud              | Quiero vestir como ella                  | Dulce María                   | Nominada  |
| 2008 | Premios Juventud              | Mi ídolo es                              | Dulce María                   | Ganadora  |
| 2009 | Premios Juventud              | Chica que me quita el sueño              | Que rico se mueve             | Nominada  |
| 2009 | Premios Juventud              | Que rico se mueve                        | Dulce María                   | Nominada  |
| 2009 | Premios Juventud              | Quiero vestir como ella                  | Dulce María                   | Nominada  |
| 2009 | Premios Juventud              | Mi ídolo es                              | Dulce María                   | Nominada  |
| 2009 | Premios Juventud              | En la mira del Paparazzi                 | Dulce María                   | Nominada  |
| 2009 | Premios Juventud              | La más pegajosa                          | Verano de amor                | Nominada  |
| 2009 | Premios Juventud              | Voz del momento                          | Dulce María                   | Nominada  |
| 2009 | Premios Juventud              | Mi artista Pop                           | Dulce María                   | Nominada  |
| 2009 | Premios People en Español     | Mejor Actriz Juvenil                     | Verano de amor                | Ganadora  |
| 2010 | Premios People en Español     | Mejor canción del año                    | Inevitable                    | Nominada  |
| 2010 | Premios People en Español     | Mejor Cantante o Grupo Pop               | Dulce María                   | Ganadora  |
| 2010 | Premios Orgullosamente Latino | Solista latina del año                   | Dulce María                   | Nominada  |
| 2010 | Premios Orgullosamente Latino | Canción latina del año                   | Inevitable                    | Ganadora  |
| 2010 | Premios Telehit               | Artista juvenil del año                  | Dulce María                   | Nominada  |
| 2010 | Premios Eclipse               | Mejor disco del año                      | Extranjera                    | Ganadora  |
| 2010 | Premios Eclipse               | Mejor artista Pop                        | Dulce María                   | Ganadora  |
| 2010 | Premios G1 Globo              | Mejor cantante del año                   | Extranjera                    | Ganadora  |
| 2010 | Premios TVZ                   | Mejor artista internacional              | Dulce María                   | Ganadora  |
| 2010 | Premios Quiero                | Mejor video artista femenino             | Inevitable                    | Ganadora  |
| 2011 | Premios Juventud              | Lo toco todo "CD Favorito"               | Extranjera - 2º Parte         | Nominada  |
| 2011 | Premios Juventud              | Que rico se mueve                        | Dulce María                   | Nominada  |
| 2011 | Premios Juventud              | Quiero vestir como ella                  | Dulce María                   | Ganadora  |
| 2011 | Premios People en Español     | Mejor Álbum                              | Extranjera - 2º Parte         | Nominada  |
| 2011 | Premios People en Español     | Mejor cantante o grupo Pop               | Dulce María                   | Nominada  |
| 2011 | Premios Quiero                | Mejor Vídeo artista femenino             | Ingenua                       | Ganadora  |
| 2011 | Kids Choice Awards México     | Solista latino favorito                  | Dulce María                   | Ganadora  |
| 2011 | Kids Choice Awards México     | Pro social                               | Dulce amanecer                | Ganadora  |
| 2011 | Premios Luminaria de Oro      | Mejor álbum del Año                      | Extranjera - 2º Parte         | Ganadora  |
| 2011 | Premios Texas                 | Mejor artista Rock/Pop                   | Dulce María                   | Ganadora  |
| 2011 | Kids Choice Awards Brasil     | Artista internacional favorito           | Dulce María                   | Ganadora  |
| 2012 | Kids Choice Awards México     | Solista latino favorito                  | Dulce María                   | Nominada  |
| 2012 | Premios Texas                 | Mejor artista Rock/Pop                   | Dulce María                   | Ganadora  |
| 2012 | Premios Texas                 | Mejor artista femenina                   | Dulce María                   | Ganadora  |
| 2012 | Premios Lo Nuestro            | Solista o Grupo revelación Pop del año   | Dulce María                   | Nominada  |

### Reconeixements
- En 2007 és considerada per la revista People en Español com un de "Els 50 més bells".[4]
- En 2010 és considerada per la revista People en Español com un de "Els 50 més bells".[5]
- En 2011 és considerada per la revista People en Español com un de "Els 50 més bells".[6]
- En 2012 és considerada per la revista People en Español com un de "Els 50 més bells".
- En 2016 és considerada per la revista People en Español com un de "Els 50 més bells".[7]